# هلینتسه (ناحیه پلزن-شمالی)
هلینتسه (به چکی: Hlince) یک منطقهٔ مسکونی در جمهوری چک است که در ناحیه پلزن-شمالی واقع شده‌است. هلینتسه ۷٫۵۸ کیلومتر مربع مساحت و ۸۸ نفر جمعیت دارد و ۳۳۲ متر بالاتر از سطح دریا واقع شده‌است.